# Yoru Sumino
Yoru Sumino (住野よる Sumino Yoru?) es un novelista japonés que actualmente vive en la prefectura de Osaka. Es conocido por su novela Quiero comerme tu páncreas.

## Biografía
Sumino comenzó a escribir en la escuela secundaria. Inicialmente presentó una historia para el Premio de Novela Dengeki, sin embargo, después de no pasar la primera ronda de selección, Sumino revisó su estilo de escritura antes de escribir Quiero comerme tu páncreas; el manuscrito terminó siendo demasiado largo para ser presentado al premio.
Envió la novela al sitio web de novelas generadas por usuarios Shōsetsuka ni Narō en febrero de 2014 bajo el seudónimo de Yasumi Yano (夜野やすみ Yano Yasumi?). Más tarde debutó oficialmente con el mismo trabajo enFutabasha en 2015.

## Trabajos
- Quiero comerme tu páncreas (君の膵臓をたべたい Kimi no Suizō o Tabetai?) (Ilustrado por loundraw, publicado por Futabasha, junio de 2015, ISBN 978-4-575-23905-8)
- Mata, Onaji Yume o Mite Ita (また、同じ夢を見ていた?) (Ilustrado por loundraw, publicado por Futabasha, febrero de 2016, ISBN 978-4-575-23945-4)
- Yoru no Bakemono (よるのばけもの?) (Publicado por Futabasha, diciembre de 2016, ISBN 978-4-575-24007-8)
- Ka `' ku `' shi `' go `' to ` (か「」く「」し「」ご「」と「?) (Publicado por Shinchōsha, marzo de 2017, ISBN 978-4-10-350831-1)
- Aokute Itakute Moroi (青くて痛くて脆い?) (Publicado por Kadokawa, marzo de 2018, ISBN 978-4-04-105206-8)
- Mugimotosan Sanpo no Sukina Mono (麦本三歩の好きなもの?) (Publicado por Gentōsha, marzo de 2019, ISBN 978-4-344-03435-8)
  - Mugimotosan Sanpo no Sukina Mono Dainishū (麦本三歩の好きなもの 第二集?) (Publicado por Gentōsha, febrero de 2021, ISBN 978-4-344-03756-4)
- Kono Kimochi mo Itsuka Wasureru (この気持ちもいつか忘れる?) (Publicado por Shinchōsha, septiembre de 2020, ISBN 978-4-10-350832-8)